# Гриб Кузьма Петрович
Кузьма Петрович Гриб (1911, Синськ — 29 вересня 1943, Куцеволівка) — радянський офіцер, Герой Радянського Союзу (1944, посмертно), в роки німецько-радянської війни командир стрілецької взводу 182-го гвардійського стрілецького полку 62-ї гвардійської стрілецької дивізії 37-ї армії Степового фронту, гвардії молодший лейтенант.

## Біографія
Народився в 1911 році в селі Синськ (нині Лоєвського району Гомельської області) в селянській родині. Білорус.
У Червоній Армії з червня 1941 року. З червня 1943 року воював на Західному, Південно-Західному і Степовому фронтах.
Відзначився в бою біля села Куцеволівка Онуфріївського району Кіровоградської області. У числі перших форсував Дніпро і увірвався в село. На захопленому плацдармі, відбиваючи контратаки противника, знищив з автомата близько 70 гітлерівців. Загинув у цьому бою.
За свій подвиг К. П. Гриб посмертно удостоєний звання Героя Радянського Союзу Указом Президії Верховної Ради СРСР від 22 лютого 1944 року.

Плита на братській могилі

Похований у братській могилі в селі Куцеволівка.

## Пам'ять
На Алеї героїв-земляків у смт Лоєв К. П. Грибу встановлено пам'ятник.